# Juan Roca Brunet
Juan Roca Brunet, född 27 oktober 1950 i Havanna, död 10 juli 2022 i Havanna, var en kubansk basketspelare som tog OS-brons 1972 i München. Detta var Kubas första, tillika enda, OS-medalj i basket.